# الرحمة في حياة الرسول (كتاب)
كتاب الرحمة في حياة الرسول للدكتور راغب السرجاني، حائز على جائزة المركز الأول في مسابقة البرنامج العالمي للتعريف بالنبي محمد عام 2007. بيَّن فيه أوضاع العالم وحاجته إلى الرحمة مع نماذج من رحمة الرسول مع المسلمين وغير المسلمين، وصور من رحمة النبي بالأمة، موضحاً نظرة الإسلام إلى النفس البشرية، وأخلاق الحرب في الإسلام ورحمة الرسول بالأسرى وبزعماء أعداء الإسلام، إضافة إلى دحض العديد من الشبهات المثارة عن الرسول محمد.

## فكرة الكتاب
يتناول الكتاب موضوعًا نحتاج إليها في زماننا هذا، بل وفي كل الأزمنة، فالرحمة خُلُق أساس في سعادة الأمم، وفي استقرار النفوس، وفي أمان الدنيا، فإذا كان الموضوع خاصًا بالرحمة في حياة الرسول، فإنه يكتسب أهمية خاصة، وذلك لكون البحث يناقش أرقى وأعلى مستوى في الرحمة عرفته البشرية، وهي الرحمة التي جعلها الله عز وجل مقياسًا للناس، فإنه قال في كتابه: «وَمَا أَرْسَلْنَاكَ إِلَّا رَحْمَةً لِلْعَالَمِينَ» [الأنبياء: 107]، فرحمته ليست محدودة بمكان أو بزمان؛ إنما هي لكل العالمين، منذ بعثته وإلى يوم الدين، وحيث أنَّ كل طائفة تُعرِّف الرحمة وعموم الأخلاق من منظورها وحسب مصالحها، وجب أن يكون هناك معيار ثابت لهذه الرحمة يحتكم الناس إليه عند الاختلاف، وهذا المعيار هو رسول الله.

## مختصر الكتاب
يقول المؤلف: "إن بين أيدينا هذا البحث -الذي أسأل الله أن يجعله خالصًا لوجهه- نفتح فيه صفحةً واحدةً من الصفحات المبهرة في ديننا، وفي سيرة رسولنا الكريم صلى الله عليه وسلم نَصِف فيها كيف كانت رحمة الرسول الأعظم والنبي الأكرم محمد صلى الله عليه وسلم مع المسلمين وغير المسلمين..
إنها صفحة بيضاء نقية، ما أحسب أن الفلاسفة والمنظِّرين والمفكرين قد تخيلوا مرة في أحلامهم أنها يمكن أن تكون واقعًا حيًا بين الناس، حتى إن أفلاطون في جمهوريته، والفارابي في مدينته الفاضلة، وتوماس مور في مدينته الفاضلة الثانية (اليوتوبيا)، لم يصلوا في الأحلام والتنظير إلى معشار ما كان عليه رسولنا صلى الله عليه وسلم في حقيقته وواقعه، ويا ليت المسلمين يدركون قيمة ما في أيديهم من كنوز فيدرسونها ويُطبِّقونها، ثم ينقلونها إلى مشارق الأرض ومغاربها؛ ليسعدوا وتسعد بهم البشرية، وليكونوا سببًا في هداية الناس لرب العالمين".
ينقسم هذا الكتاب إلى خمسة أبواب وهي:
الأول: الرحمة في رؤية الرسول:
وهو في ثلاثة فصول، يتحدث فيها عن الرسول وجانب الرحمة في حياته، وكذلك الرحمة في الكتاب والسنة، وأحوال البيئة المعاصرة لرسول الله في العالم أجمع مثل: الأوضاع الإنسانية لدى الروم، والفرس، وأوربَّا، ومصر، والهند، واليهود، وأحوال العرب قبل بعثة الرسول.
الباب الثاني: رحمته بالمسلمين:
وهو في خمسة فصول، يتناول فيها رحمته بالضعفاء، والمخطئين، ورحمته بالأمة في جانب العبادات، ورحمته بعموم الأمة، ورحمته بالمسلمين حال الموت وبعده.
الباب الثالث: رحمته بغير المسلمين:
وهو في ستة فصول، يتناول فيها نظرة الإسلام إلى النفس الإنسانية، ورحمته بغير المسلمين في المجتمع الإسلامي، ورحمته في تجنب الحرب، ورحمته أثناء الحرب، ورحمته بالأسرى، ورحمته بزعماء الأعداء!.
الباب الرابع: شبهات وردود:
وهو في فصلين، يتناول فيهما شبهات تختص بالعنف والإرهاب والحروب، والشبهات الخاصة بالحياة العامة.
الباب الخامس: رؤية غير المسلمين للرحمة:
وهو في فصلين، يتناول فيهما حال غير المسلمين في حروبهم وفي حياتهم العامة، وكذلك شهادات الكثير من غير المسلمين المنصفين في حق الرسول.

## رسالة الكتاب
يقول الدكتور راغب السرجاني: "لقد فتحنا في هذا البحث صفحة واحدة من صفحات الدين الإسلامي العظيم، وصفحة واحدة كذلك من صفحات سيرة رسولنا الكريم ﷺ، ولم نستطع -على الرغم من كل المحاولات- أن نستقصي كل جوانب العظمة، سواء في التشريع الإسلامي أو في التطبيق النبوي لهذا التشريع..  هذا كله بالنسبة لصفحة الرحمة في حياته ﷺ، فما بالكم إذا حاولنا أن نستقصي مواطن العظمة في كل التشريع الإسلامي، أو وجوه الإبداع في حياته! إن هذا لأمرٌ تنوء بحمله الجبال!!".
ورسالة هذا الكتاب في أربعة نداءات يوجهها الدكتور راغب السرجاني، وهي:
النداء الأول: لعموم المسلمين: إنكم تحملون الرسالة الأخيرة من الله عز وجل إلى خلقه، وهي رسالة عظيمة كاملة شاملة، تَهدُف إلى صلاح الدنيا والآخرة.. فاشكروا لله نعمته؛ وشكر نعمة الإسلام لا يكون باللسان فقط؛ وإنما يكون في الأساس بتطبيقه في كل جانب - مهما دقَّ وصغر- من جوانب الحياة، ثم يكون بعد ذلك بنقلها واضحة جليَّة إلى شعوب الأرض في كل مكان وزمان..
الثاني: إلى غير المسلمين الذين يعيشون في المجتمعات الإسلامية: هذا هو ديننا.. هل هناك ما يدعو إلى الخوف من تطبيق أحكامه؟!! إن بنود التشريع الإسلامي والتطبيق الواقعي لها ليشهدان أن غير المسلمين ما وجدوا في العالم كله ما هو أرحم ولا أعظم ولا أعدل ولا أبرُّ من التشريع الإسلامي..  إن نصارى ويهود العالم لم ينعموا برحمة مثلما نعموا بها في ظل الحكم الإسلامي.
الثالث: إلى عموم الناس في الأرض، في زماننا وفي كل الأزمان: اقرءوا شرع الإسلام، وتاريخ رسول الله والمسلمين من مصادره الصحيحة.. إننا قد ظُلِمْنَا كثيرًا في الماضي والحاضر، في التاريخ وفي الواقع..  إن تاريخنا كثيرًا ما كُتِبَ بأيدي أعدائنا، وكثيرًا ما وُصِفَتْ رموزُنا وأعلامُنا بأقلام الحاقدين علينا والحاسدين لنا.. أيها المنصفون في كل زمان ومكان.. اقرءوا الإسلام بنظرة حيادية، وسترون ما ستعجزون عن تقدير عظمته، وحصر فضائله..
النداء الرابع والأخير: إلى نبي الرحمة، ومتمم الأخلاق رسول الله محمد!: عذرًا يا رسول الله!
عذرًا إن كنا نجهل الكثير الكثير عن حياتك وسيرتك، فالإحاطة بها أمر مستحيل، ولكن عزاءنا أننا نحاول، ونحاول، ونقرأ، ونبحث، ونجمع، ونحفظ، ونسأل الله العون والتأييد... عذرًا يا رسول الله إن كانت تمر علينا أيام فلا نذكر طرفًا من سيرتك، ولا موقفًا من مواقفك، ولا حديثًا من أحاديثك.. عذرًا يا رسول الله إن جهل عليك بعض الجاهلين من أبناء أمتك فتطاولوا عليك باعتراض، أو تهجموا عليك بشبهة، فهذا الجهل منهم لا يُقلِّل إلا من شأنهم هم، ولا يحط إلا من قدرهم هم... عذرًا يا رسول الله، إن كانت أمتك الآن ليست على الصورة التي تحب، وليست في المكانة التي تريد... نسأل الله أن يغفر لنا تقصيرنا، وأن يستر عيوبنا، وأن يكفر عنا سيئاتنا، وأن يرفع لنا درجاتنا، وأن يجعلنا مع الذين أنعم عليهم من النبيين والصديقين والشهداء والصالحين.